# Juan Rosas Talavera
Juan Rosas Talavera. (Tenango del Valle, 25 de diciembre de 1895, 7 de marzo de 1981) fue un escritor, educador y poeta mexiquense. Sus padres fueron Fidencio Rosas Peralta y Librada Talavera de Rosas.

## Estudios
Cursó la educación primaria en las escuelas Benito Juárez y Enrique Pestazzoli en el municipio de Tenango del Valle. De 1911 a 1916 cursó estudios profesionales en la escuela Normal para Profesores.

## Carrera
Destacó en temas de educación. De 1916 a 1940 ocupó el cargo de director en diversas escuelas en el Estado de México; fue director de la Escuela Oficial Santiago Tianguistenco, posteriormente ocupó el cargo de director de la Escuela José María Morelos de Tenango del Valle, y de la Escuela Normal para Profesoras en Toluca. También fue jefe del Departamento de Alfabetización, y subdirector de Educación Pública. En su natal Tenango del Valle impulsó la educación primaria y estableció el 5° y 6° grados de la educación básica. Fundó la Escuela Nocturna para Trabajadores.

## Himno a Tenango del Valle
Juan Rosas Talavera es autor de los versos que componen al Himno a Tenango del Valle.